# 博斯特威克 (內布拉斯加州)
博斯特威克（英語：Bostwick）是位於美國內布拉斯加州納科爾斯縣的非建制地區。

## 歷史
博斯特威克的郵局於1885年設立，其後於1969年停運。

## 地理
博斯特威克所處的海拔為高於海平面497米（即1631英呎），而該地所採用的時區為UTC-6，即北美中部时区（CST）。同時該地設有夏令時間，為UTC-6調快一小時，即UTC-5（CDT）。